# Língua rajastani
Rajasthani (Devanagari: राजस्थाणी, Perso-Árabe: راجستھانی‎) é uma indo-ariana do Oeste. É falada por cerca de 50 milhões de pessoas no Rajastão e em alguns outros estados da Índia (Gujarat, Haryana, Panjabe)  e em algumas áreas do Paquistão, como no Sind e no Panjabe. No total são cerca de 80 milhões de falantes no mundo.

## Origens
Trata-se de um conjunto de dialetos diversos e não é uma das línguas oficiais da Índia. Sua origem está numa língua ancestral chamada de ”Guzerate antigo” ou Maru-Gujar ou Maruwani, falada entre os anos 1000 e 1500 d.C. Essa lingua ancestral gerou também o atual Guzerate. Já foi considerada como um dialeto do Hindi, no século XIX e no início do século XX. É hoje considerada como uma língua separada e é semi-oficial no Rajastão.

## Dialetos
Aqueles dialetos e línguas considerados dentro da definição Rajastani são:
- Marvari, Bagri, Bhitrauti, Sirohi, Godvari, Mevari
- Dhundhari ou Jaipuri, Harauti
- Mevati, Nimadi
- Gojri ou Gujuri, Lamani ou Banjari ou Lambadi

## Escrita
A língua Rasjastani nas suas diversas formas pode ser escrita de duas formas:
- Escrita Devanagari, usada na Índia - 2 x 5 caracteres para vogais e 33 caracteres para consoantes;
- Escrita Perso-árabe, usada no Paquistão - 41 caracteres;